# اسفیوخ
روستای اسفیوخ
یکی ازروستاهای بخش مرکزی شهرستان تربت حیدریه است.
نام اولش پوخ و یا پود بوده که بعدازمدت‌‌ها نامش صبوخ ودر نهایت اسفیوخ گردیده است.
درآمد اکثر مردم روستا از کشت زعفران میباشد وبطور میانگین هر خانوار بین دو تا چهار کیلو زعفران درسال از زمینهای زراعی خود جمع آوری میکنند.(روستایی که نقش بسزایی ای در تولید زعفران ایران دارد)
امام زاده های روستا
امام زاده پیردرختی
دکتراسدزاده درکتاب مزارات تربت حیدریه  در معرفی مزار پیردرختی آورده است:
در آن دیارامامزاده پیردرختی یکی از امامزادگان گرانقدر بوده که از ترس نام خودرا به پیر مشهورنموده و دراین سامان چون رسیدبرای جمعی از ترکمن ها جهت هزینه مخارج خود، خدمت می کرد و چون آن ترکمن ها او را شناختندکه وی یکی از ذریه های حضرت فاطمه علیها السلام است، به درجه شهادت رساندند و دوستانش  او رادفن نمودند. دو درخت کنارقبرمقدسش سبزشد و مردم آن دو درخت را پذیرایی می کردند. و این درختان 200 سال عمرکردند.
شبانه جمعی از دشمنان آن را قطع نمودند و این امامزاده به نام پیردرختی مشهورشد و زائران محترم از این بقعه مطهر کرامات وعنایات فراوان مشاهده ویا از دیگران شنیده اند.(بخشی از این درختان هنوز وجود دارند!)
این مزار همواره پذیرای استقبال شما زائرین میباشد.
امام زاده پیرسنگی
دکتر محمد اسدزاده در کتاب مزارات تربت حیدریه در معرفی مزار پیرسنگی نیز آورده است:
مزاریست بنام مزارسنگی که در محوطه ای نسبتا بزرگی قرارگرفته است و دراطراف آن مزار قبور بزرگان مشاهده می گردد که در زمان قدیم برای تبرک اطراف مزارسنگی دفن می کردند و محل توجه آنان بوده اند.
از گفتار پیشینیان استفاده شده که محل مزارش را حفر نمودند و جنازه ای در آنجا مشاهده کردند تازه وسالم ولی اسم و رسم آن را نفهمیدند و از اینکه بدن مقدسش تازه است فهمیدند یکی از امامزادگان است و بزرگان آن سامان دو سنگ پس از پوشانیدن برروی قبرنصب کردند: یک سنگ که بطول یک متربوده و گرانبها که به سرقت برده شده و سنگ دیگر که به طول 5/2 متر می باشد از داخل زمین بطرف آسمان افراشته شده وقتی با ذره بین به این سنگ نگاه کردند، نام محمد و علی و فاطمه  و حسن و حسین (ع) ثبت بوده وچون نام امامزاده روشن نشد به اسم مزارسنگی نام گذاری گردید.
(در حال حاظر طول این سنگ به 1 متر میرسد)
جعبه اطلاعات روستای اسفیوخ
میانگین بارش سالانه: 180 تا 280 میلی‌متر
کد اماری: 141893
پیش شماره: 0515
Amirmahdiyazdandost

## جمعیت
این روستا در دهستان بالاولایت قرار دارد و براساس سرشماری مرکز آمار ایران در سال ۱۳۹۶، جمعیت آن۱۸٠٠نفر (۴٠۴خانوار) بوده‌است.